# 以弗所公會議
以弗所公會議（英語：Council of Ephesus），天主教稱厄弗所大公會議，是於公元431年由東羅馬帝國皇帝狄奥多西二世在小亚细亚省的以弗所舉行的第三次基督教大公會議，在以弗所則是第一次，约2,000主教出席（聂斯脱里本人缺席）。其主要议题是关于聶斯脫里派关于耶穌的神性與人性關係之争，反對了基督二位论，附帶的確定瑪利亞的「神之生母」（東正教会称诞神女，天主教会称天主之母）稱號。第二次以弗所公會議於西元449年召開。

## 历史
當時教會出現強烈敬拜瑪利亞的趨勢，故君士坦丁堡大主教聶斯脫里與其他人一同反對。此爭論涉及瑪利亞荣位和耶穌誕生方面的教義，为了维护當時教会的统一，故狄奧多西二世召开此次大公會議。聶斯脫利過分強調耶穌的人性，由此淡化了他的神性，這是基於其「基督分成神人兩性」的主張。同時，他不主張將瑪利亞稱為「天主之母」，只視之為「耶穌之母」，因为瑪麗亞赋予耶穌的为人性。會議將聶斯脫里及追随者定為異端并革除職務。确定耶穌的神性和人性不能分割，瑪利亞所生爲耶穌基督，道成肉身的神，因此是名副其实的天主之母、生神女。
另外，此會議同時將白拉奇主义（主張「人類无原罪，且有自由意志」）斥為荒謬主張。最後，會議確認第一次公會議和第二次公會議的決定，認為《尼西亞信經》是完整的，任何更改（不论是添加或删除）是不允许的。此會議的結果没有超过《尼西亚信經》的決議。

## 教会法
以弗所公会议颁布的教会法如下：
- 第一条：褫夺色勒斯丟（英语：Caelestius）（白拉奇門人）的职权，禁止与他共融，任何与色勒斯丢共融或背叛主教公会的都主教将被革除教籍。
- 第二条：聂斯脱里派的主教以及所有试图加入聂斯脱里派的主教都将被撤职或左迁。
- 第三条：褒奖受聂斯脱里压迫的教会和会众，禁止神职人员加入聂斯脱里派。
- 第四条：任何公开或不公开地支持聂斯脱里与色勒斯丢的神职人员都将被撤职。
- 第五条：被神圣主教公会谴责的人，即使加入聂斯脱里派也是无益且无效的。
- 第六条：对于此次大公会议的决议持反对意见的神职人员将被撤职，持反对意见的平信徒将被禁止共融。
- 第七条：禁止对第一次尼西亚公会议的决议提出反对意见以及宣讲聂斯脱里派教理，触犯该条教法的神职人员将被撤职，平信徒将被革除教籍。
- 第八条：主教在自己的教区享有不可侵犯的权利，但若主教侵犯其他教区的权利，则应停止此类行为并宣布为无效。

## 具深遠影響的結果
- 聂斯脱里教会（之后发展为东方亚述教会、景教）与当时的正统基督教分裂并受到压制。色勒斯丢的主张被驳斥。
- 规定：不得撰作或宣讲與第一次尼西亚公会议有抵觸的其他信理。
- 耶稣的神性和人性是同在一体，不可分割。
- 承認瑪利亞爲天主之母、誕神女。

## 外部連結
- Eight canons promulgated by the Council of Ephesus
- Medieval Sourcebook: Documents and letters concerning the Council of Ephesus（页面存档备份，存于）
- Extracts from the Acts of the council（页面存档备份，存于）
- Catholic Encyclopedia: Ephesus, Council of（页面存档备份，存于）
- Michael J. Svigel, "The Phantom Heresy:Did the Council of Ephesus (431) Condemn Chiliasm?"（页面存档备份，存于） (Note that while this article argues that chiliasm was not explicitly condemned at this council, the line in the Nicene Creed stating that "His [Jesus'] kingdom shall have no end" is often interpreted as having been inserted in opposition to chiliasm, and this creed was reaffirmed by this council. In particular, if the Kingdom of Christ shall have no end, then it will not terminate after 1000 years, and it is argued that it was with this intent that the phrase was added. However, in 2004 Francis X. Gumerlock published an article in Fides et Historia 36:2 [Summer/Fall 2004]: 83-95, in which he argued that the Nicene-Constantinopolitan Creed did not, in fact, condemn chiliasm. See full article at http://francisgumerlock.com/wp-content/uploads/2009/01/Millennialism%20and%20the%20Early%20Church%20Councils.%20Gumerlock.pdf（页面存档备份，存于）.)
- Legion of Mary: The Council Of Ephesus — 431 A.D.（页面存档备份，存于）